# Johann Cyriacus Höfer
Johann Cyriacus Höfer (* um 1605 in Großwerther; † 1. Februar 1667 in Kalkhorst) war ein deutscher evangelischer Pfarrer und theologischer Schriftsteller.

## Leben und Wirken
Johann Cyriacus Höfer stammt aus einer Pastorenfamilie, welche durch die Wirren des Dreißigjährigen Krieges (1618–1648) von Thüringen nach Mecklenburg gelangt war und dort über viele Generationen ansässig wurde. Er immatrikulierte 1623 in Rostock und am 10. August 1630 in Königsberg als „Cyriacus Höferus Northusanus Thuringus jur.“. Am 14. März 1639 wurde er als Pastor nach Kalkhorst vociert und am 2. April 1639 unterzeichnete er die Konkordienformel. Auf dieser Position wirkte Höfer an der Dorfkirche Kalkhorst fast 28 Jahre lang bis zu seinem Tod.

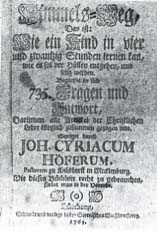
Titelblatt von Höfers Himmels-Weg, Ausgabe von 1763

Höfer war Verfasser mehrerer geistlicher Schriften, von denen zwei zu besonderem Ruhm gelangten. So war sein als ethisch-pädagogisches Werk gedachtes Buch: „Himmelsweg, das ist wie ein Kind in 24 Stunden lernen kann, wie es soll der Höll’ entgehen und selig werden“ über mehrere Jahrhunderte Bestseller und Standardwerk im Religionsunterricht und wurde durch Johann Günther (1660–1714), Christian Weise (1703–1743) und zuletzt 1974 durch Adalbert Brauer (1908–1990) ständig ergänzt und neu aufgelegt. Dazu schrieb Johann Cyriacus Höfer als Ergänzung eine „Fragebibel“, die Fragen und Antworten zu wichtigen biblischen Texten enthält. Auch dieses Büchlein war über lange Zeit nicht aus dem Konfirmandenunterricht der mecklenburgischen Pfarreien wegzudenken.

### Familie
Johann Cyriacus Höfer, Sohn des Pfarrers Johannes Höfer (1565–1625) und der Elisabeth Zerbst (1562–1625), war zweimal verheiratet, unter anderem mit Sara Reiser (1636–1685), einer Enkelin des Lübecker Advokaten Heinrich Reiser. Johann Cyriacus Höfer hatte mehrere Kinder und gilt darüber hinaus nachweislich auch als Ahn des russischen Revolutionsführers Lenin.

## Schriften (Auswahl)
- Frag-Bibel : Darinnen ein rechter Liebhaber des Göttlichen Worts durch Fragen und Antwort sich erlustigen/ und ... bekand machen kan. Ratzeburg auffm Dohm: Wetsteinische Druckerey 1666
- Himmels-Weg/ Das ist: Wie ein Kind in 24. Stunden lernen kan/ wie es soll der Hölle entgehen/ und selig werden : Begreifft in sich 735. Fragen und Antworten/ Darinn alle Artickel der Christlichen Lehre kürtzlich zusam[m]en gezogen sind. Leipzig: Fleischer 1683

Neuauflage(n) auch unter dem Titel: Vermehrter und verbesserter Himmels-Weg, welcher nicht allein den Kindern die ersten Buchstaben der christl. Lehre ... beybringen kan, ... Leipzig: Fleischer 1692, mehrere Auflagen